# هیو رودین
هیو رودین (انگلیسی: Hugh Roddin; ۱۰ مارس ۱۸۸۷ – ۳ مارس ۱۹۵۴) بوکسور اهل بریتانیا بود.